# Cephalogryllus laeviceps
Cephalogryllus laeviceps är en insektsart som beskrevs av Lucien Chopard 1925. Cephalogryllus laeviceps ingår i släktet Cephalogryllus och familjen syrsor. Inga underarter finns listade i Catalogue of Life.